# Эндека, Константин Юльевич
Константин Юльевич Эндека (25 марта 1930 — 13 декабря 2002) — советский инженер-конструктор, специалист, руководитель работ в области наземного оборудования ракетных и ракетно-космических комплексов, заместитель Генерального Конструктора Конструкторского Бюро общего Машиностроения по испытаниям, сын конструктора Ю. Э. Эндеки.

## Биография
- 1930 год — 25 марта — рождение Константина Юльевича Эндеки. По отцовской линии — по национальности — грек.
- 1954 год — окончил Московский нефтяной институт имени академика И. М. Губкина по специальности инженер-механик.
- 1955 год — работал в Конструкторском Бюро общего Машиностроения (ныне ФГУП «КБОМ» имени В. П. Бармина), город Москва. Прошёл путь от инженера до заместителя Генерального Конструктора по испытаниям. Константин Юльевич Эндека был специалистом, руководил работами в области испытаний наземного оборудования ракетных и ракетно-космических комплексов.
- 2002 год — 13 декабря — Константин Юльевич Эндека скончался, похоронен в Москве, на Ваганьковском кладбище.

## Награды
- 1957 год — награждён Орденом «Знак Почёта».
- 1961 год — награждён Орденом «Знак Почёта».
- 1967 год — Лауреат Государственной премии СССР.
- 1974 год — награждён Орденом Ленина.
- 1983 год — награждён Орденом Трудового Красного Знамени.